# Tour du Limousin-Nouvelle-Aquitaine 2020
La 53e édition du Tour du Limousin-Nouvelle-Aquitaine est une course par étapes de cyclisme sur route se déroulant en France du 18 au 21 août 2020. Elle fut remportée par l'Italien Luca Wackermann de l'équipe Vini Zabù-KTM.

## Équipes
Cinq équipes de niveau World Tour participent à cette édition.
| WorldTeams (5)- AG2R La Mondiale - Cofidis - Groupama-FDJ - Team Sunweb - UAE Team Emirates ProTeams (12)- B&B Hotels-Vital Concept p/b KTM - Bardiani CSF Faizanè - Bingoal-Wallonie Bruxelles - Caja Rural-Seguros RGA - Circus-Wanty Gobert - Euskaltel-Euskadi - Gazprom-RusVelo - Nippo Delko One Provence - Arkéa-Samsic - Team Novo Nordisk - Total Direct Énergie - Vini Zabù-KTM Équipes continentales (3)- Equipo Kern Pharma - Natura4Ever-Roubaix Lille Métropole - Saint Michel-Auber 93 |
| |

## Étapes
| Étape     | Date    | Villes étapes                                   | type                      | Distance (km) | Vainqueur d'étape | Leader du classement général |
| --------- | ------- | ----------------------------------------------- | ------------------------- | ------------- | ----------------- | ---------------------------- |
| 1re étape | 18 août | Couzeix – Évaux-les-Bains                       | étape vallonnée           | 183,5         | Luca Wackermann   | Luca Wackermann              |
| 2e étape  | 19 août | Base départementale de Rouffiac – Saint-Estèphe | étape vallonnée           | 173,9         | Fernando Gaviria  | Joël Suter                   |
| 3e étape  | 20 août | Ussac – Chamberet                               | étape de moyenne montagne | 177,9         | Jasper Philipsen  | Luca Wackermann              |
| 4e étape  | 21 août | lac de Saint-Pardoux – Limoges                  | étape vallonnée           | 167           | Alessandro Fedeli | Luca Wackermann              |

## Déroulement de la course

### Classement final
| \| Classement général \| Classement général \| Classement général \| Classement général \| Classement général \| \| Coureur \| Coureur \| Pays \| Équipe \| Temps \| \| ------------------ \| ------------------ \| ------------------ \| -------------------------------- \| ------------------ \| \| 1er \| Luca Wackermann \| Italie \| Vini Zabù-KTM \| 17 h 22 min 11 s \| \| 2e \| Jake Stewart \| Royaume-Uni \| Équipe continentale Groupama-FDJ \| + 2 s \| \| 3e \| Rui Costa \| Portugal \| UAE Team Emirates \| + 4 s \| \| 4e \| Kévin Ledanois \| France \| Arkéa-Samsic \| + 7 s \| \| 5e \| Romain Combaud \| France \| Nippo-Delko One Provence \| + 11 s \| \| 6e \| Anthony Delaplace \| France \| Arkéa-Samsic \| + 12 s \| \| 7e \| Benjamin Declercq \| Belgique \| Arkéa-Samsic \| + 13 s \| \| 8e \| Sergey Chernetskiy \| Russie \| Gazprom-RusVelo \| + 13 s \| \| 9e \| Francisco Galván \| Espagne \| Equipo Kern Pharma \| + 17 s \| \| 10e \| Antonio Angulo \| Espagne \| Euskaltel-Euskadi \| + 17 s \| |                    |             |                                  |                  |
| |                    |             |                                  |                  |
| Source : ProCyclingStats |                    |             |                                  |                  |
| Classement général |                    |             |                                  |                  |
| Coureur | Coureur            | Pays        | Équipe                           | Temps            |
| 1er | Luca Wackermann    | Italie      | Vini Zabù-KTM                    | 17 h 22 min 11 s |
| 2e | Jake Stewart       | Royaume-Uni | Équipe continentale Groupama-FDJ | + 2 s            |
| 3e | Rui Costa          | Portugal    | UAE Team Emirates                | + 4 s            |
| 4e | Kévin Ledanois     | France      | Arkéa-Samsic                     | + 7 s            |
| 5e | Romain Combaud     | France      | Nippo-Delko One Provence         | + 11 s           |
| 6e | Anthony Delaplace  | France      | Arkéa-Samsic                     | + 12 s           |
| 7e | Benjamin Declercq  | Belgique    | Arkéa-Samsic                     | + 13 s           |
| 8e | Sergey Chernetskiy | Russie      | Gazprom-RusVelo                  | + 13 s           |
| 9e | Francisco Galván   | Espagne     | Equipo Kern Pharma               | + 17 s           |
| 10e | Antonio Angulo     | Espagne     | Euskaltel-Euskadi                | + 17 s           |

### Évolution des classements
| Étape              | Vainqueur          | Classement général | Classement par points | Classement de la montagne | Classement du meilleur jeune | Classement par équipes | Prix de la combativité |
| ------------------ | ------------------ | ------------------ | --------------------- | ------------------------- | ---------------------------- | ---------------------- | ---------------------- |
| 1                  | Luca Wackermann    | Luca Wackermann    | Tony Hurel            | Luca Wackermann           | Jake Stewart                 | Arkéa-Samsic           | Jan Petelin            |
| 2                  | Fernando Gaviria   | Joel Suter         | Romain Combaud        | Adrien Guillonnet         | Joel Suter                   | Arkéa-Samsic           | Laurent Pichon         |
| 3                  | Jasper Philipsen   | Luca Wackermann    | Delio Fernández       | Martin Salmon             | Jake Stewart                 | Arkéa-Samsic           | Martin Salmon          |
| 4                  | Alessandro Fedeli  | Luca Wackermann    | Tony Hurel            | Martin Salmon             | Jake Stewart                 | Arkéa-Samsic           | Rui Costa              |
| Classements finals | Classements finals | Luca Wackermann    | Tony Hurel            | Martin Salmon             | Jake Stewart                 | Arkéa-Samsic           | Non décerné            |